# Откормсовхоза
Откормсовхоза — поселок в Спасском районе Рязанской области. Входит в Заречинское сельское поселение.

## География
Находится в центральной части Рязанской области на расстоянии приблизительно 12 км на юг-юго-запад по прямой от районного центра города Спасск-Рязанский на правобережье реки Проня.

## Население
Численность населения: 251 человек в 2002 году (русские 95 %), 239 в 2010.